# Neustadt an der Orla
Neustadt an der Orla település Németországban, azon belül Türingiában. Lakosainak száma 8971 fő (2023. december 31.).

## Népesség
A település népességének változása:
| Lakosok száma | 8585 | 8026 | 8002 | 9022 | 9017 | 8971 |
|               | 2010 | 2017 | 2019 | 2021 | 2022 | 2023 |